# 鄂恒
鄂恒（1802年—？），伊尔根觉罗氏，字月卿，號松亭，满洲正黄旗人。清朝官员，进士出身。

## 生平
嘉庆二十四年己卯举人（时隶正黄旗满洲祥云保佐领下），道光丙戌科進士，曾任翰林院編修，陝西候補知府等职。著有《求是山房集》。编《鄉試同年譜: (嘉慶24年[1819]己卯科)》。

## 家族
见鄂恒《伊尔根觉罗氏家传》、鄉試同年譜: (嘉慶24年[1819]己卯科)
- 曾祖父母：穆森泰，从吉林黑龙江处挑三音哈哈入京，任三等侍卫，后任二等侍卫、塔爾巴哈台卡倫侍衛，妻札笏佗氏。
- 祖父母：法福哩巴图鲁、头等侍卫乌什哈达，乌什哈达的好友为富察贵庆之父将军观成，见鄂恒为师祖贵庆（贵芸西）作七十寿序。乌什哈达和贵庆两人曾一起征缅甸、金川、西藏、川楚剿匪，乌什哈达曾官吉林副都统、齐齐哈尔、熊岳副都统、正白旗蒙古副都统、镶红旗蒙古副都统等职，因军功两次绘图紫光阁。嘉庆初，和好友观成等大员在四川湖北剿匪，阵亡，授世袭轻车都尉。祖母瓜尔佳氏。
- 堂伯祖：御前头等侍卫副都统衔赏穿黄马褂图伦楚，为将军兆惠属下。
- 父图勒弼善，銮仪卫冠军使、世袭轻都尉，革职降三等侍卫。鄂恒的嫡母西拉特氏（父正黄旗蒙古、世袭骑都尉、二等侍卫德兴。胞弟图勒福，三等侍卫）。勒弼善弟嘉慶二十四年（1819年）己卯恩科进士图隆阿。鄂恒的生母舒穆禄氏是武勋王扬古利公家族后裔，一等侯伊尔德之孙荆州将军巴珲岱直系后裔世管佐领舒尔占孙女，世管佐领明英（铭英）、克勤庄郡王雅朗阿女婿多罗额驸明勋的胞姐妹。
- 妻杨氏（祖父镶黄旗汉军、陕西静宁协副将杨长楙）。
- 舅舅：克勤庄郡王雅朗阿的女婿多罗额驸明勋。
- 姐姐兄弟：胞姐嫁林则徐好友烏魯木齊都統(博爾濟吉特氏)保恒（其子进士錫淳、伊犁将军錫綸）、兄举人鄂麟、弟鄂兴。
- 堂叔：德英阿，清史稿记作赫業氏，曾任绥远将军、成都将军署四川总督、伊犁将军、正白旗蒙古都统，晋赠太子太保，道光命庆郡王綿愍赐奠，諡刚果。其子侍卫伊昌袭云骑尉。
- 嫡堂侄女：嫁陕甘总督全保第五子太仆寺主事图喀达，进士鼐满達、齊斌達、阿彥達的兄弟。
- 老师：那峨（那拉氏）、师祖贵庆（富察氏）。